# Trofeos humanos en Mesoamérica

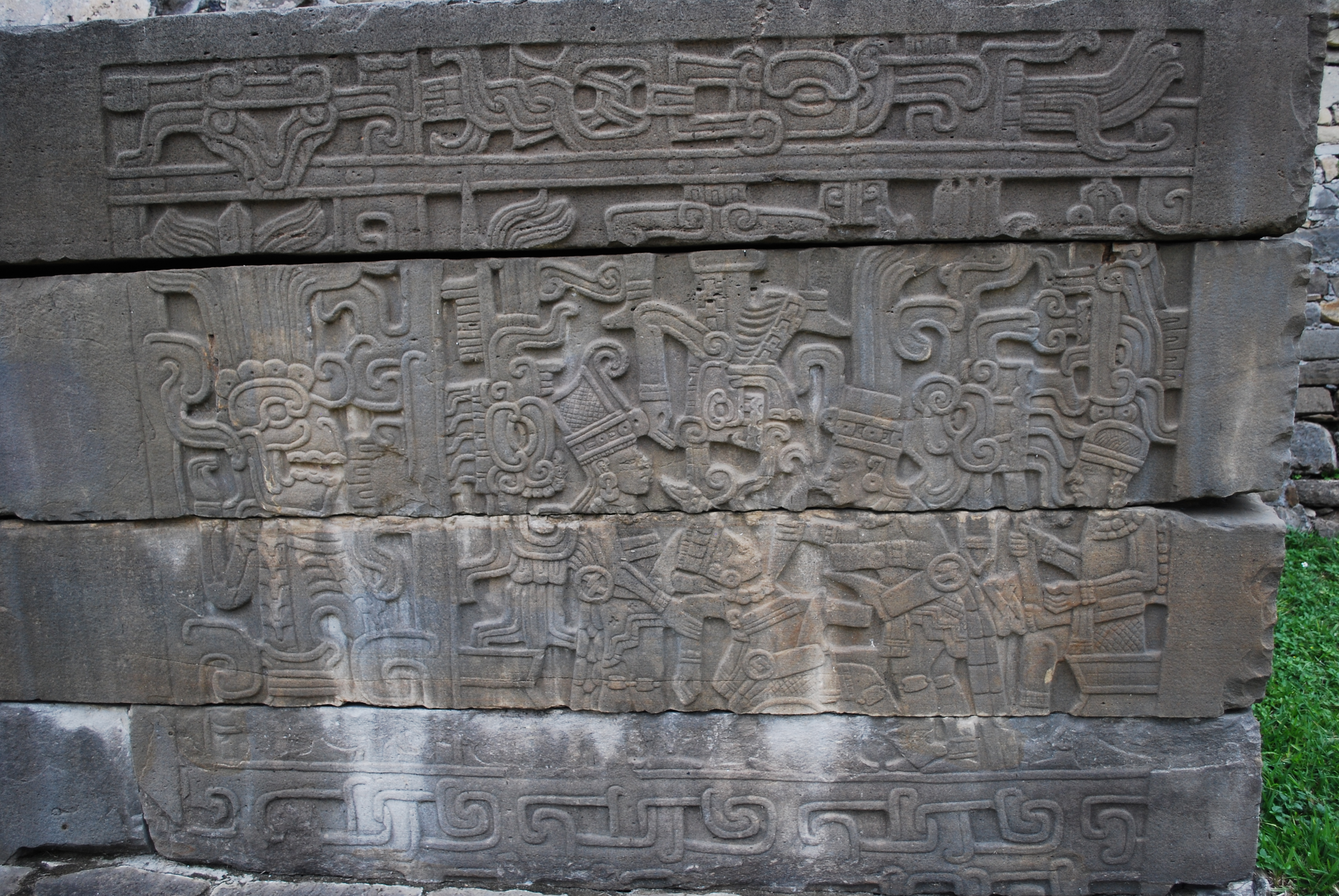
Sacrificios humanos mostrados en un panel en uno de los campos de juego de pelota mesoamericano en El Tajín, Veracruz, México.

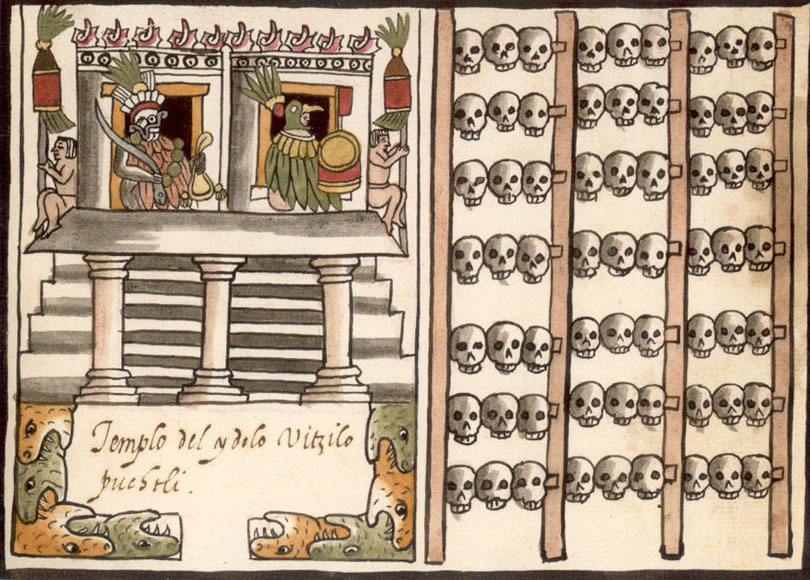
Tzompantli asociado al Templo Mayor, Códice Ramírez.

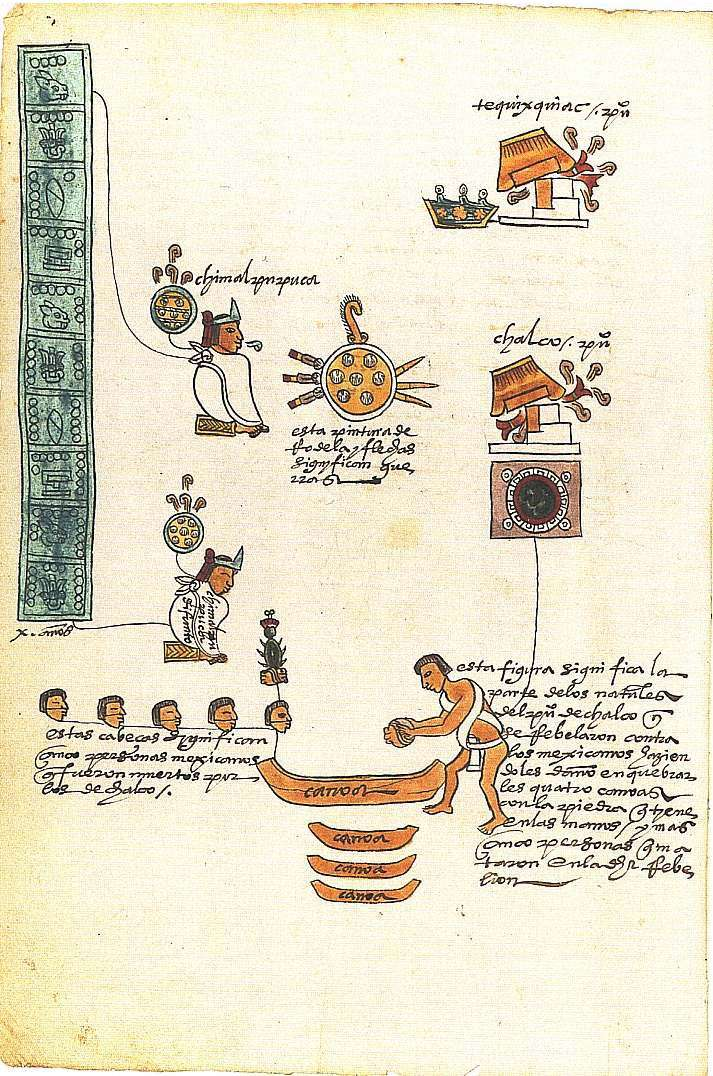
Códice Mendoza, donde se representan las conquistas de Chimalpopoca por los mexicas, con exhibición de cráneos como trofeos.

La mayoría de las civilizaciones antiguas de Mesoamérica como las olmeca, maya, mixteca, zapoteca o azteca practicaron algún tipo de colección de trofeos humanos especialmente durante las guerras. Los cautivos tomados durante la guerra frecuentemente eran llevados a las ciudades-estado de sus captores donde serían torturados y sacrificados ritualmente. Estas prácticas están documentadas mediante un rico material de evidencias iconográficas y arqueológicas en toda Mesoamérica.

## En la antigua cultura maya
La evidencia del sacrificio ritual y la toma de partes del cuerpo humano como trofeos en la civilización maya existe desde el período Formativo Medio (800 - 500 a. C.). Estas evidencias contemplan restos de esqueletos y representaciones en la iconografía maya, donde se muestran actos de sacrificio humano. Excavaciones en el yacimiento no maya de Teotihuacán han desenterrado restos de cientos de cuerpos que se cree representan un sacrificio masivo en el templo de la Serpiente Emplumada. En el templo inca de la Luna, los arqueólogos han encontrado en sus excavaciones varios restos decapitados junto con numerosos cuerpos atados de hombres sin cabeza. Teniendo estos dos claros ejemplos de lugares donde se habían producido sacrificios humanos masivos, es muy poco probable que esto no pueda haber tenido lugar en el seno de la sociedad maya.
Con eso en mente, hay otras posibles explicaciones que son usadas comúnmente entre los mayas. No es descabellado pensar que algunos de estos lugares sean ejemplos de veneración a los ancestros. Se trataba de una práctica social selectiva en la que los antepasados eran considerados un subconjunto de todos los fallecidos y eran los que validaban el poder político, el estatus y el acceso a los recursos. También existen pruebas de que las prácticas funerarias de la región eran variadas y en algún caso se pensó que daban muestras de sacrificios humanos. Se encontraban comúnmente en lugares de reutilización de tumbas y de entierros secundarios.
Se cree que, en su mayor parte, los guerreros no estaban enrolados en grandes ejércitos, sino que se asociaban en grupos más pequeños o partidas de pequeñas incursiones. La mayoría de los enfrentamientos fueron impulsadas por el deseo de dominación y la intención de intimidar a otras ciudades. Durante este tiempo, no era raro que los vencedores de una batalla llevaran los cautivos a sus ciudades y los usaran para realizar sacrificios rituales. En algunos casos, atarían o pondrían en desventaja al cautivo para que no pudiera competir de manera justa en un partido de juego de pelota en el que el ganador se lo llevaba todo. El perdedor sería decapitado y el vencedor, en ciertas situaciones, retendría su cabeza como trofeo y confirmaría su victoria para establecer el dominio sobre su ciudad.
En el Popol Vuh, la visión del sacrificio humano y la decapitación está muy enfatizada y clara. Sin embargo, en los casos de decapitación, el sacrificio tenía la intención de significar el renacimiento y la creación. Este tema se confirma cuando los Dioses Gemelos jugaban contra los Señores de la Muerte en un partido de juego de pelota y terminaron engañando a sus contrincantes para que se decapitaran ellos mismos. Con los Señores de la Muerte fuera de escena, estos héroes Gemelos pudieron resucitar a su padre, el Dios del Maíz. Esto muestra la importancia del sacrificio y la decapitación en la guerra como medio para recrear el renacimiento, en el Popol Vuh.

### Arte maya
El arte y la iconografía mayas son una fuente importante para los antropólogos para llegar al conocimiento y las creencias sobre la cultura y la historia de los mayas. Por ejemplo, en el sitio de Bonampak, el fotógrafo Giles Healy descubrió exquisitos murales que mostraban una batalla y sus consecuencias, incluida la tortura de los cautivos. Otros ejemplos de arte maya que representan el sacrificio y la tortura incluyen estelas, altares o paneles de piedra tallada. Existe la evidencia de que este tipo de arte fue grabado también en madera y otros soportes perecederos, pero se han ido erosionando con el tiempo.
Las representaciones iconográficas de cabezas como trofeos tienden a mostrar las cabezas suspendidas en el aire, sostenidas por el cabello o incluso boca abajo. Además, muestran sangre o posiblemente otros fluidos que salen del cuello, los ojos o la boca. Sostener una cabeza por el pelo se considera una falta de respeto. En la iconografía maya, estas cabezas generalmente están sujetas en posición vertical con los ojos abiertos y colgadas de un cinturón que se coloca en la parte baja de la espalda del portados. El acto real de decapitación en la iconografía es raro, pero aparece de vez en cuando. El lugar más común para ver la decapitación de cabezas humanas, que se usan o se presentan como cabezas de trofeo, está en los vasos cilíndricos pintados del período Clásico Tardío y generalmente involucran a los Dioses Gemelos o algún tipo de mito de creación.

## Ejemplos arqueológicos

### En el suroeste de México
En Oaxaca existen varias figurillas precolombinas donde los personajes de alto rango, guerreros y jugadores de pelota visten con gran parafernalia ritual y militar, sosteniendo las cabezas invertidas y colgando el cabello largo y suelto. Una de estas figurillas se puede ver en el Museo Nacional de los Indios Americanos en Washington D. C. Javier Urcid escribe que estos trofeos pueden haber sido 'partes blandas de las cabezas decapitadas convertidas en reliquias para colgar'. También existen figurillas que muestran personajes con piel facial en sus caras: la piel de un humano desollado. El artículo de Urcid en El Sacrificio Humano en la Tradición Religiosa Mesoamericana incluye ocho ilustraciones de estos trofeos en el suroeste de México, incluido un brasero que representa a un jugador de pelota con una máscara facial desollada, llevando un collar de huesos humanos y una cabeza cortada.
La Relación Geográfica de 1580 menciona la festividad de los tlacaxipehualiztli (‘el desollamiento de los hombres’) en el contexto de la piel humana como trofeos, en Oaxaca: 'con varas, golpeaban por todo el cuerpo hasta que se hinchaba, luego despellejaban los cuerpos y lavaban la carne con agua caliente y se la comían. Y llevaban las pieles a los pueblos cercanos para mendigar'.

### Los Mangales (Preclásico Temprano)
Los Mangales se encuentra en el valle de Salamá en las tierras altas del norte de Guatemala. Se ha estimado que este sitio estuvo activo desde aproximadamente el año 1000 hasta el 400 a. C. con extensos y elaborados enterramientos. Esta localización comprende tres montículos principales que contienen cantidades variadas de cráneos de machos adultos que han sido interpretados como cabezas de trofeo o posiblemente retenedores sacrificicales de desmembrados. Además de los tres túmulos funerarios principales, existían varios sitios de enterramiento. En particular en el cementerio 6, existen evidencias concluyentes de sacrificios humanos, donde estaban ubicadas, al menos, 12 víctimas desmembradas y tres posibles cabezas trofeo. Las cabezas fueron encontradas dentro de la cripta con individuos determinados. Una tendencia común en este lugar es que las víctimas encontradas fuera de la cripta formal yacían boca abajo (con sus muñecas y tobillos fuertemente atados y boca abajo) y las personas que estaban dentro de la cripta estaban en decúbito supino (boca arriba y sin ataduras). Sin embargo, encontrar un cuerpo en decúbito supino no significa necesariamente que el individuo haya sido víctima de sacrificios. Se cree que el hallazgo de cráneos aislados era visto como una evidencia temprana de la obtención de trofeos en la región maya.

### Chalchuapa (Preclásico)
Se han encontrado evidencias de sacrificios y toma de trofeos en un sitio de evacuación en El Chalchuapa, en El Salvador. Se encontraron los restos de 33 individuos que parecían haber sido víctimas de sacrificios rituales que abarcaban cinco episodios diferentes de construcción de la estructura. Se descubrió que muchos de los individuos eran hombres y la mayoría estaban acostados en decúbito supino. De las personas encontradas, se observó que estaban representadas como cráneos y se determinó que eran cabezas de trofeo. Los otros tenían diferentes variedades de signos de mutilación, que incluían: a un individuo le faltaba la cabeza, a dos les habían cortado por la mitad de la cintura, a un individuo le faltaban las piernas y a otro le faltaban los pies. Dada la edad de los individuos, la ausencia de ajuar funerario, las posiciones y ubicación de los cuerpos, la falta de preparación de la tumba y la evidencia de desmembramiento, este sitio parece mostrar que estos individuos fueron cautivos de guerra y luego fueron utilizados para realizar sacrificios ritualistas.

### Cuello, Belice (Preclásico Tardío)
En el yacimiento de Cuello, en Belice se han encontrado varios ejemplos de decapitación, desmembramiento y sacrificio de hombres jóvenes o de mediana edad en eventos públicos. Existe evidencia del sacrificio de niños, uno de los cuales parecía haber sido decapitado, lo que demuestra la incidencia de personas decapitadas en terrenos comunes y estructuras públicas. En la mayoría de los entierros masivos parece haber individuos principales en el centro, rodeados por los restos de otros.

### Colha, Belice (Clásico final)
En Colha, Belice, los arqueólogos descubrieron un gran pozo junto a una escalera cerca del centro de una estructura monumental (campaña de 2010). Este 'pozo de calaveras' contenía las cabezas de unas 30 personas. Diez de ellos eran niños de edades comprendidas entre los 6 meses y los 6 o 7 años. Los 20 individuos restantes eran adultos. Había marcas de cortes en los cráneos y los restos fueron quemados. La agrupación por edades y la ubicación del pozo han llevado a múltiples conclusiones sobre las razones detrás de estos sacrificios humanos. Una teoría es que fueron sacrificados como parte de un ceremonial religioso. Otras hipótesis sugieren que las víctimas podrían haber sido presos políticos tratados con violencia ritualizada o bien que fueran antepasados de un linaje de alguna élite que fue depuesta violentamente.

### Teotihuacán (Pirámide de la serpiente emplumada)
En este yacimiento de México, los arqueólogos encontraron aproximadamente 72 hombres. Debido a las evidencias que los acompañaban, se determinó que eran guerreros. Los individuos fueron colocados en una serie de tumbas altamente estructuradas que estaban debajo y justo afuera de la pirámide. De otra evidencia desenterrada, se encontró que cada persona tenía entre 7 y 11 maxilares humanos, o huesos de la mandíbula humana, en su poder. Estos maxilares se llevaban principalmente alrededor del brazo, generalmente en los bíceps de los soldados. Se dedujo que podría ser un testimonio de fuerza y poder que demostraba que habían estado en múltiples batallas o campañas. Junto con los maxilares, los hombres tenían collares hechos con dientes, puntas de proyectil de obsidiana y discos de pizarra ubicados detrás de la parte baja de la espalda, como se encuentran comúnmente en las figuras militares de Teotihuacán. Esto llevó a los arqueólogos a creer que estos soldados pertenecían a una clase de guerreros de élite, y no solo a una milicia semiorganizada.
Junto con los restos de aparentes soldados, también se encontraron restos de otros hombres con ricas ofrendas, lo que sugeriría que fueran miembros de un estatus social más elevado. Esta evidencia demostró que incluso en una etapa temprana de la existencia de Teotihuacán, había sacrificios humanos a gran escala, así como todo tipo de simbolismo relacionado con la guerra y el poder.